# Boumdeid
Boumdeid es una ciudad situada en Mauritania, capital del Departamento de Boumdeid, en la región de Assaba. 
Su población es de 4,611 habitantes.
- Datos: Q930718